# 25 Dywizja Piechoty (II RP)

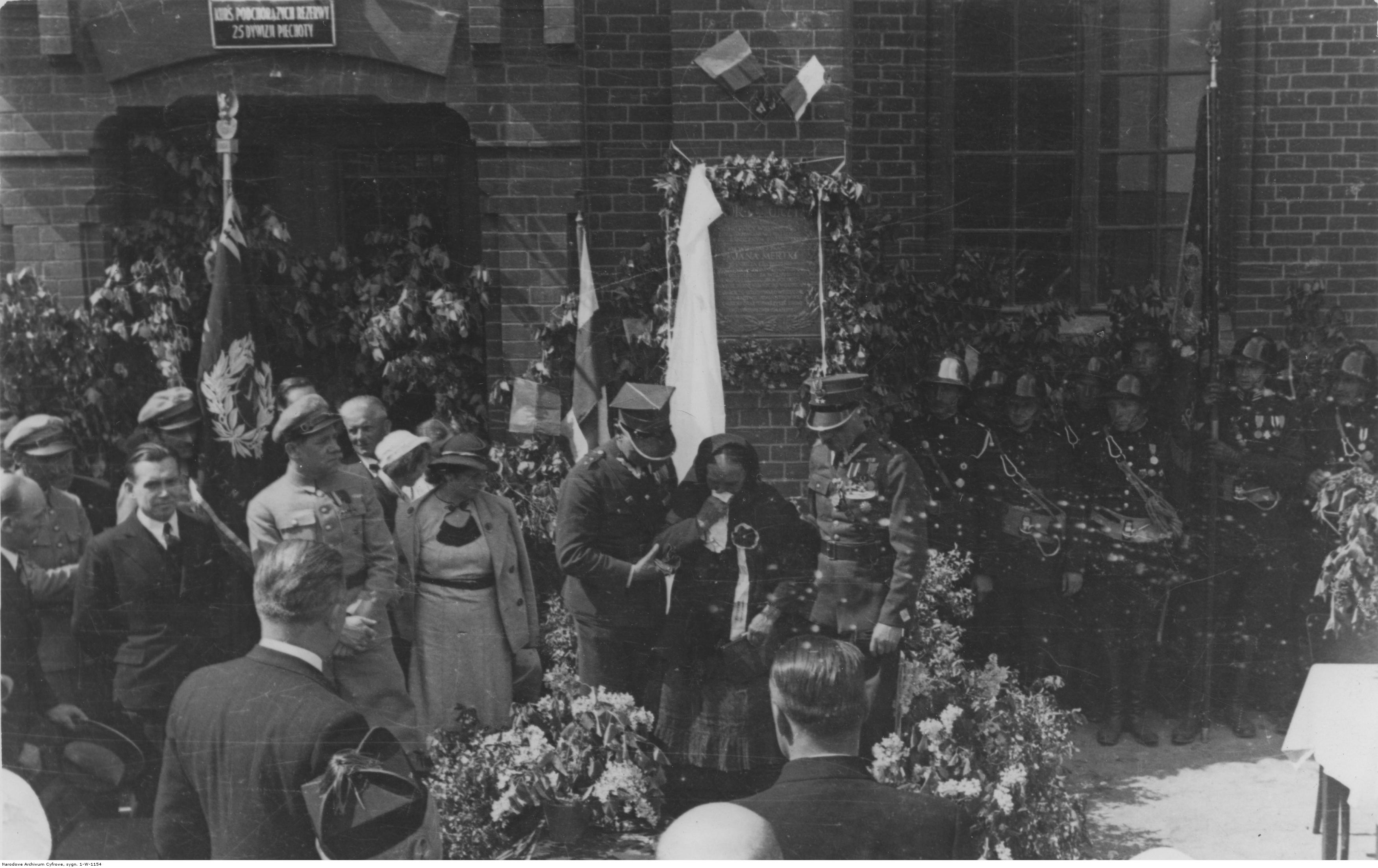
Wmurowanie tablicy ku czci Jana Metryki w siedzibie kursu podchorążych rezerwy 25 DP w Szczypiornie

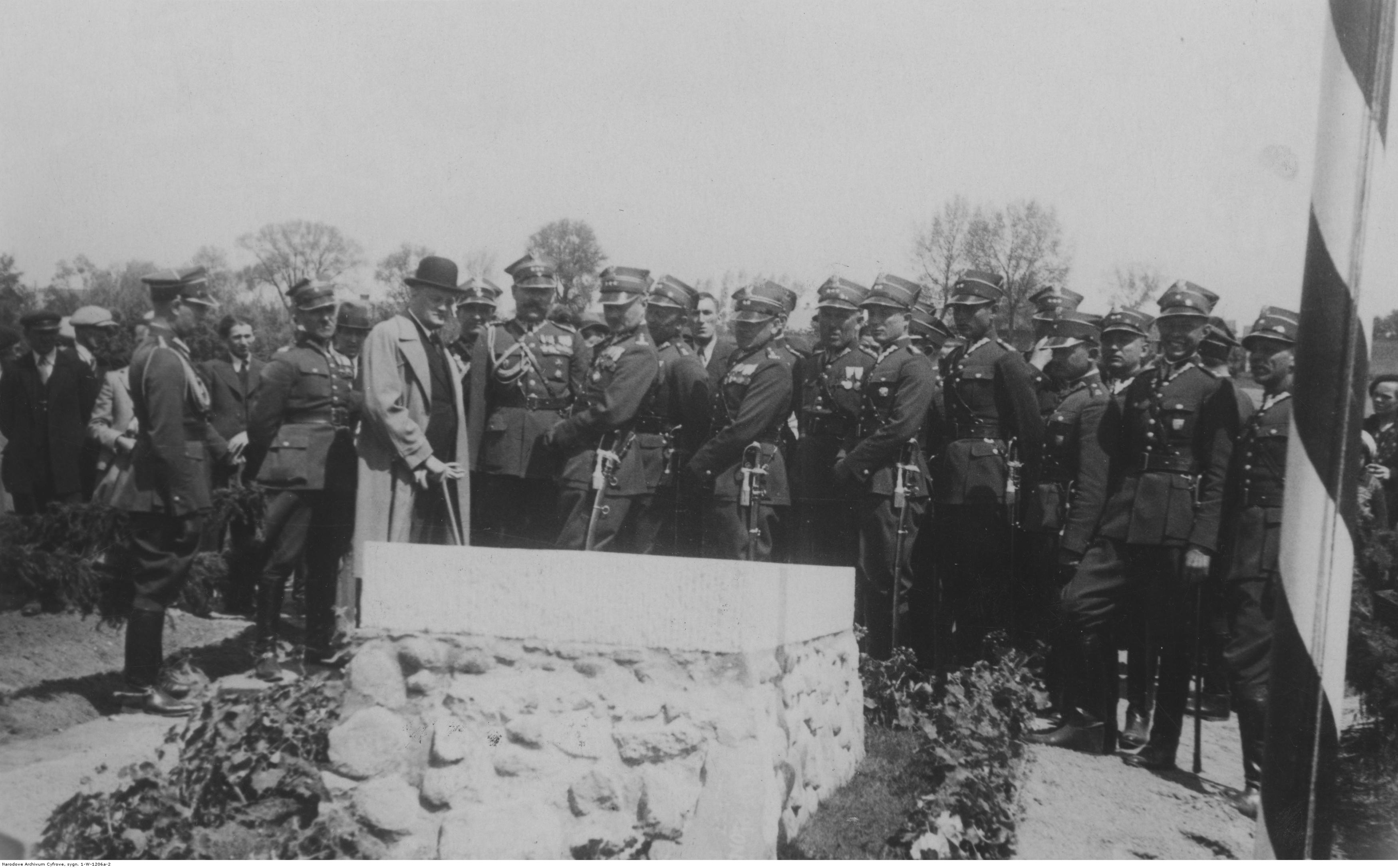
Święto 29 pp w Kaliszu. Wkopanie kamienia pamiątkowego w miejscu, gdzie Józef Piłsudski wręczył pułkowi sztandar; czerwiec 1936

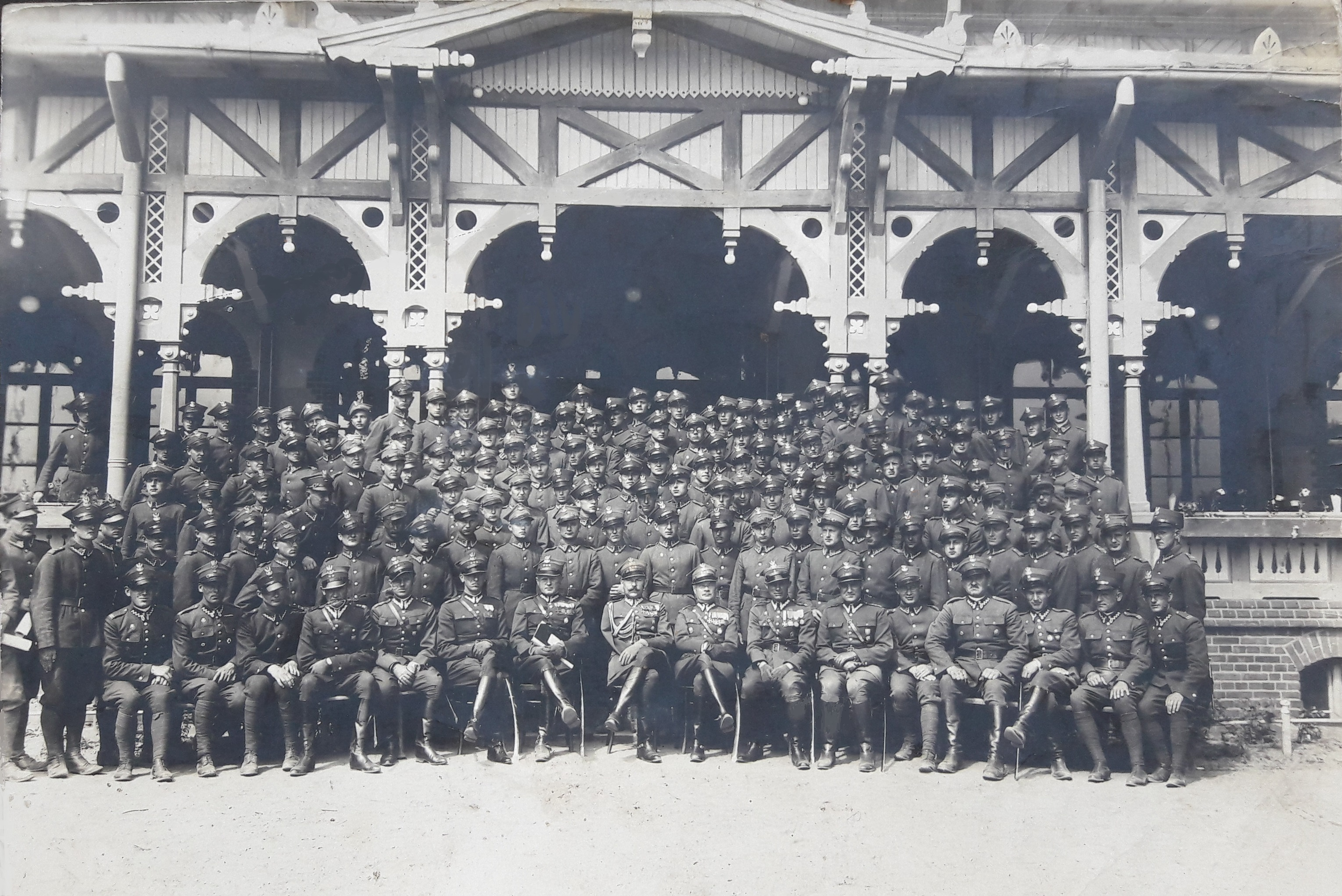
Biedrusko - żołnierze 25 DP przed kasynem oficerskim. Pośrodku siedzi płk dypl. Stefan Kossecki; czerwiec 1937

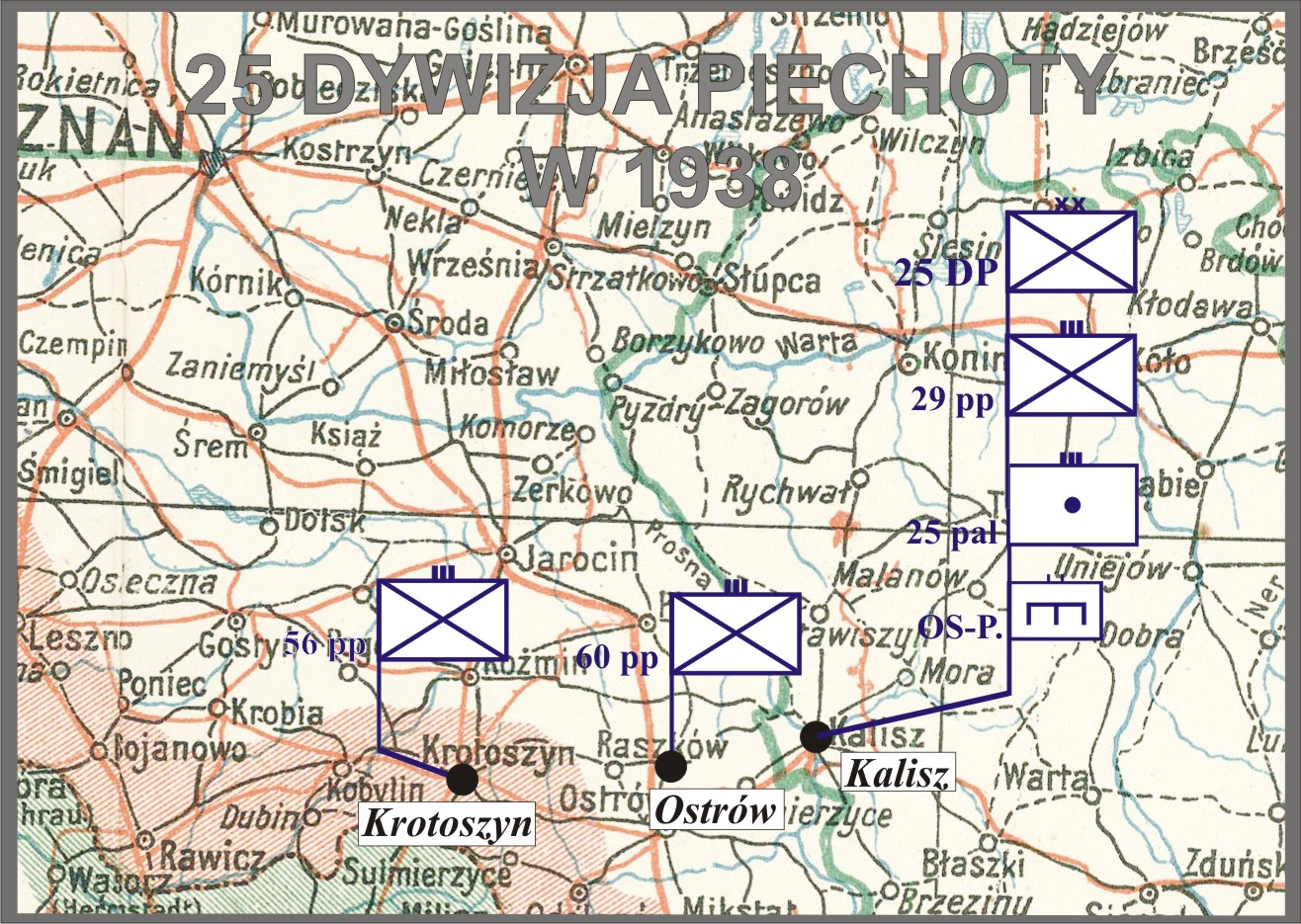
25 DP w 1938

25 Dywizja Piechoty (25 DP) – wielka jednostka piechoty Wojska Polskiego II RP.
W okresie  międzywojennym dowództwo 25 DP stacjonowało w Kaliszu. W jej skład w 1923 wchodziły: 29 pp, 56 pp i 60 pułk piechoty.

W czasie kampanii wrześniowej dywizja walczyła w składzie Armii „Poznań”. Po walkach granicznych pod Krotoszynem została wycofana pod Koło; skąd weszła do bitwy nad Bzurą. Zdobyła Łęczycę i stację kolejową Ozorków. W trzeciej fazie bitwy walczyła w rejonie Adamowej Góry, Juliopola i Ruszek. Po przejściu Bzury dotarła do Warszawy, gdzie całością sił broniła stolicy.

## Formowanie
Nawiązująca do powstańczej tradycji kaliska Dywizja Piechoty została sformowana w 1921 w trakcie reorganizacji sił zbrojnych.
Powstała w wyniku wydzielenia z innych dywizji określonych  pułków piechoty:
- 29 pułk piechoty – wydzielony z 10 DP	DOK  IV Łódź – do garnizonu Kalisz
- 56 pułk piechoty – wydzielony z 14 DP  DOK nr VII Poznań – do garnizonu Krotoszyn
- 60 pułk piechoty – wydzielony z 15 DP  DOK nr VIII Toruń – do garnizonu Ostrów Wlkp.

Dowództwo dywizji stacjonowało w Kaliszu.

## Dywizja w kampanii wrześniowej
25 Dywizja Piechoty pod dowództwem gen. bryg. Franciszka Altera wchodziła w skład Armii „Poznań” gen. Tadeusza Kutrzeby.
1 września 56 pp bronił skutecznie Krotoszyna przed niemieckim 183 pułkiem Landwehry. Natomiast III batalion 55 pp został wyparty z Rawicza przez oddziały niemieckiej Straży Granicznej, lecz z pomocą Wielkopolskiej Brygady Kawalerii udało się odrzucić wroga. Z kolei I batalion 55 pp bronił skutecznie Leszna.
Przez następne dni dywizja znajdowała się w odwrocie wraz z resztą Armii. 8 września, wchodząc w skład GO „Koło”, zajmowała pozycje wyjściowe, aby następnego dnia wziąć udział w bitwie nad Bzurą, uderzając na miejscowość Ozorków. Dywizja została wcześniej wzmocniona 69 pp z 17 DP.
9 września rano jeden batalion z 69 pp zaatakował Łęczycę, lecz został odrzucony. Natomiast jedna kompania zdobyła i utrzymała pobliski Tum. Wieczorem dywizja uderzyła całością sił i – łamiąc opór wroga – wdarła się do Łęczycy, którą zdobyła koło północy.
Następnego dnia wyszła z Łęczycy i odrzuciła niemieckie oddziały na odległość od 8 do 10 km od miasta. Po południu dywizja napotkała jednak na silny opór niemiecki pod Sierpowem, Leśmierzem, Solcą Małą i Mętlewem, gdzie została zatrzymana. 12 września dywizja prowadziła dalsze zacięte walki o folwark Wróblew i Solcę Wielką i dopiero po południu udaje jej się złamać niemieckie linie oporu i dojść do przedmieść Ozorkowa.
W nocy z 12 na 13 września na rozkaz dowódcy Armii 25 DP zaczęła się wycofywać z zajmowanych pozycji. Wykonując rozkaz gen. Alter polecił:
- 29 pp wycofać się przez Łęczycę do Witoni,
- 60 pp (bez II batalionu) odejść do rejonu Kuchary – dwór Prądzew ,
- 56 pp (bez III batalionu), po oderwaniu się od wroga, przejść do rejonu Nędzerzew – Przyłogi  – Gledzianów,
- III/ 56 pp i II/60 pp utrzymać Łęczycę do czasu przybycia oddziałów grupy kawalerii (II batalion 60 pp miał następnie dołączyć do pułku, a III batalion 56 pp obsadzić przyczółek na południowym brzegu Bzury w rejonie Zagaja,
- oddziały artylerii przeprawić się w rejonie Zagaja,
- oddział rozpoznawczy wycofać się na północny brzeg Bzury przez Łęczycę,
- bateria artylerii plot. osłonić przeprawiającą się piechotę i artylerię w rejonie Zagaj – Rybitwy.

13 września rano gros 25 DP znajdowało się w wyznaczonych miejscach. III/ 56 pp obsadził przyczółek w rejonie Zagaja. 56 pp częścią sił dozorował Bzurę na odcinku kolonia Węglewice – Gledzianówek, a na prawo do Topoli Królewskiej, rzekę dozorowały pododdziały 60 pp. Dowództwo dywizji rozmieszczono w dworze Byszew , 25 batalion saperów w rejonie folwarku Julinki, 25 dac we dworze Strzegocin, 31 kompania czołgów rozpoznawczych w Romartowie. Około południa do Witoni dotarł 29 pp.
Rozkazem dowódcy GO gen. Knolla-Kownackiego 25 Dywizja Piechoty została wydzielona do odwodu armii.
Po nocnym marszu dywizja cały dzień odpoczywała. III/56 pp bez walki po południu opuścił przedmoście i dołączył do pułku w rejonie dwór Nędzerzew – Nędzerzew – Przyłogi – Ględzianówek. Na południowym brzegu Bzury pozostała placówka oficerska w sile plutonu. Wieczorem dywizja pomaszerowała dwoma kolumnami do wyznaczonego jej rejonu. Tylko części oddziałów udało się ukończyć ruch przed świtem. Dopiero około południa cała dywizja znalazła się w zaplanowanym rejonie: dowództwo w Oporowie, 29 pp w folwarku Golędzkie, 56 pp w Drzewoszkach Wielkich, 60 pp w dworze Ruszki, 25 pal i 25 dac w Szymanówce, kawaleria dywizyjna w folwarku Skórzewo, 31 kompania czołgów rozpoznawczych w majątku Zarębów, 25 batalion saperów w dworze Oporów, dywizyjna kompania kolarzy w Mnichu, 73 samodzielna kompania ckm w Oporowie, 25 bateria artylerii plot. w dworze Mnich.
14 września dywizja odpoczywała w rejonie Żychlina. Wieczorem gen. Kutrzeba zdecydował, że powróci ona pod rozkazy gen. Knolla-Kownackiego i wraz z całą grupą będzie maszerowała na wschód, by rano 16 września znaleźć się nad dolną Bzurą, a następnie będzie nacierać po osi Sochaczew – Warszawa. O 1.00 15 września gen. Alter wydał rozkaz do dalszego marszu w kierunku Sochaczewa. Dywizja maszerować miała po dwóch drogach. 
29 pp maszerował po osi Skrzeszewy – przeprawa południe Model – Kamionka – Podczachy – Lubików – Osmolin i zajął rejon Witusza – Towarzystwo – Osmolin – Lubików. Jeden baon przerzucony został samochodami do rejonu Sanniki i tam ubezpieczał dywizję z kierunku północnego. 56 pp maszerował po osi Buszkówek – przeprawa na północ folwark Kaczkowizna – droga polna od przeprawy przez folwark Wola Stępowska – Kiernozia i ześrodkował się w rejonie Kiernozia – lasek na południe od Kiernozi – Wygoda – Osmoleniec – Kochanków. 60 pp maszerował po osi Dobrzelin – Zarębów – Kruki– przeprawa na północ od folwarku Kaczkowizna – Luszyn i wszedł w rejon folwark Wola Stępowska – Tomaszówka – lasy folwarku Poddębina. Przydzielona do dywizji 31 kompania czołgów rozpoznawczych stała bezczynnie od godz. 9.00 14 września do rana następnego dnia w majątku Zarębów, po czym przeszła do odwodu w rejonie Lasku na wschód od Sannik.
17 września dywizja forsowała Bzurę pod Brochowem. Udało jej się przebić do Puszczy Kampinoskiej, zachowując mimo dużych strat zwartość bojową.
19 września pod Palmirami dywizja zebrała się w składzie 3 niepełnych pułków i dwóch baterii artylerii. Miała przedzierać się do Warszawy przez Łomianki, Buraków i Młociny. Ubezpieczenia dywizyjne wyrzuciły śmiałym atakiem Niemców ze wsi Dąbrowa, gdzie zniszczono kilka czołgów i dział.
Przez cały dzień 20 września dywizja zbierała siły i zajmowała obronę w rejonie Młocin i Burakowa. 21 września odpierała ataki niemieckiej 24 DP. Polacy wyparci zostali ze swoich pozycji dopiero po całkowitym zniszczeniu I i III batalionu 29 pp. W kilku miejscach udało im się także rozerwać obronę 56 pp i 60 pp.
Następnego dnia polskie oddziały musiały się wycofać na nowe pozycje. Udało się jej przebić do Warszawy, gdzie - po wejściu w skład Armii „Warszawa” – przeszła do odwodu i stanęła w rejonie ulic 3 Maja i Marszałkowskiej.
Walczyła w obronie Warszawy do jej kapitulacji 28 września, zyskując sobie wysokie uznanie dowództwa Armii „Warszawa”.

### Obsada personalna dowództwa 25 DP[a]
- dowódca dywizji – gen. bryg. Franciszek Ksawery Alter
- oficer ordynansowy – ppor. rez. Marian Nowicki
- oficer ordynansowy - ppor. Jan Bajsarowicz
- oficer ordynansowy - ppor. Tadeusz Zakrzewski
- dowódca piechoty dywizyjnej – płk Julian Skokowski
- oficer sztabu - mjr Michał Augustyn Chrupek
- dowódca artylerii - ppłk Antoni Wereszyński (dowódca 25 pal)
- oficer sztabu - kpt. Kazimierz Budzianowski
- oficer służby wywiadowczej artylerii - kpt. Ludwik Ostrihansky
- oficer służby wywiadowczej artylerii - ppor. rez. Józef Bembel
- oficer łączności - por. Zygmunt Wroniecki
- oficer łącznikowy - kpt. Leon Horodyski
- referent - ppor. rez. Zbigniew Kowalczewski
- dowódca saperów dywizyjnych - mjr Gracjan Dąbrowski
- dowódca kawalerii dywizyjnej - rtm. Antoni II Paszkowski
- szef sztabu – mjr dypl. Edward Marceli Ostrowski
- oficer operacyjny - kpt. dypl. Bolesław Wójtowicz
- pomocnik oficera operacyjnego - kpt. Stanisław Kazimierz Gliński
- oficer informacyjny - kpt. Czesław Jewasiński
- pomocnik oficera informacyjnego - por. Aleksander Kapałka
- dowódca łączności – mjr łącz. Jan Tomasz Stengert[b]
- kierownik kancelarii - ppor. rez. Stanisław Kwiatkowski
- kwatermistrz – kpt. dypl. Witold Kopytyński
- pomocnik kwatermistrza - kpt. Fryderyk Ombach
- pomocnik kwatermistrza - ppor. rez. Wacław Kamiński
- szef służby uzbrojenia - kpt. Mieczysław Marcin Zulikowski
- referent - por. rez. Roman Wiktor Sioda
- szef służby intendentury - kpt. dypl. Janusz Sarnecki
- zastępca - rtm. Stefan Tumaniecki
- referent - por. rez. Antoni Maciejak
- referent - por. rez. Ignacy Cieślak
- referent - ppor. rez. Bohdan Szychulski (Szykulski)
- szef sanitarny - mjr dr Tadeusz Frydrychowicz
- referent - mjr rez. dr Władysław Nowak
- dowódca żandarmerii - ppor. rez. Zbigniew Kempiński
- dowódca taborów - kpt. Stefan Tomanowski
- oficer dyspozycyjny - ppor. rez. Roman Palacz
- szef służby weterynaryjnej - kpt. Eugeniusz Warnicki
- szef służby duszpasterskiej - ks. kapelan Wojciech Rojek
- komendant kwatery głównej - kpt. Kazimierz Wężyk
- płatnik - ppor. rez. Edward Szmydt
- oficer żywnościowy - ppor. rez. Tadeusz Michał Tarchalski
- kierownik ambulansu weterynaryjnego - kpt. rez. Klemens Wicentowicz

### Planowana organizacja wojenna 25 DP
W nawiasach podano nazwy jednostek mobilizujących pododdziały nie występujące w organizacji pokojowej
Dowództwo 25 Dywizji Piechoty
- dowódcy broni i szefowie służb
- sztab

Kwatera Główna 25 Dywizji Piechoty
- kompania asystencyjna - por. Tyczan
- pluton łączności KG 25 DP - por. Hipolit Puhaczewski
- pluton pieszy żandarmerii nr 25 – ppor. rez. Zbigniew Kempiński
- poczta polowa nr 158 (UPT Łódź)
- sąd polowy nr 25 - kpt. Antoni Łukasik
- kompania gospodarcza KG 25 DP - ppor. rez. Tadeusz Adam Pałęcki

Piechota dywizyjna
- 29 pułk Strzelców Kaniowskich – ppłk Florian Gryl
- 56 pułk Piechoty Wielkopolskiej – płk Wojciech Jan Tyczyński
- 60 pułk Piechoty Wielkopolskiej – ppłk Marian Frydrych
- samodzielna kompania karabinów maszynowych i broni towarzyszącej nr 73 (60 pp)
- kompania kolarzy nr 73 – por. Antoni Julian Grellus

Artyleria dywizyjna
- 25 pułk artylerii lekkiej
- 25 dywizjon artylerii ciężkiej
- samodzielny patrol meteorologiczny nr 25

Jednostki broni
- 25 batalion saperów
- bateria artylerii przeciwlotniczej motorowa typ A nr 25 (7 daplot) – kpt. Kazimierz Żniński
- szwadron kawalerii dywizyjnej nr 25 – rtm. Antoni II Paszkowski
- kompania telefoniczna 25 DP (kompania łączności 25 DP) – por. Andrzej Tadeusz Potocki
- pluton radio 25 DP
- drużyna parkowa łączności 25 DP

Jednostki i zakłady służb
- kompania sanitarna nr 703 (29 pułk Strzelców Kaniowskich) – kpt. Roman Rendecki
- szpital polowy nr 703
- polowa kolumna dezynfekcyjno-kąpielowa nr 703
- polowa pracownia bakteriologiczno-chemiczna nr 703
- polowa pracownia dentystyczna nr 703
- dowództwo grupy marszowej służb typ II nr 717
- dowództwo grupy marszowej służb typ II nr 718
- kolumna taborowa parokonna nr 717
- kolumna taborowa parokonna nr 718
- kolumna taborowa parokonna nr 719
- kolumna taborowa parokonna nr 720
- kolumna taborowa parokonna nr 721
- kolumna taborowa parokonna nr 722
- kolumna taborowa parokonna nr 723
- kolumna taborowa parokonna nr 724
- Warsztat Taborowy (Parokonny) nr 717
- pluton taborowy nr 25
- park intendentury nr 703
- pluton parkowy uzbrojenia nr 703

Pododdziały przydzielone
- batalion wartowniczy nr 73 - mjr Stefan Chosłowski
- 31 Samodzielna Kompania Czołgów Rozpoznawczych – kpt. Tadeusz Szałek

## Obsada personalna dowództwa dywizji w latach 1921-1939
Dowódcy dywizji
- gen. bryg. Jan Karol Wróblewski 6 listopada 1921 - 27 lutego 1925
- gen. bryg. Albin Jasiński 27 lutego 1925 - 1 czerwca 1929
- gen. bryg. Michał Tokarzewski-Karaszewicz 1 czerwca 1929 - 5 listopada 1935
- gen. bryg. Franciszek Alter 5 listopada 1935 - wrzesień 1939

Dowódcy piechoty dywizyjnej
- gen. bryg. Maciej Puchalak (20 III 1922 - III 1927 → stan spoczynku)
- płk dypl. Franciszek Seweryn Wład (III 1927 - X 1930 → dowódca 14 DP)
- płk dypl. Wilhelm Lawicz-Liszka (XII 1930 - XI 1934 → pomocnik dowódcy OK Nr X)
- płk dypl. Stefan Kossecki (I 1935 - VII 1939 → dowódca 18 DP)
- płk piech. Julian Skokowski (1939)

Szefowie sztabu
- płk SG Erwin Emil Juliusz Więckowski (IX 1921 - I 1925 → I referent w Inspektoracie Armii Nr III)
- kpt. / mjr SG Władysław Chmura (od 15 I 1925[12])
- mjr dypl. piech. Roman Władysław Szymański (6 VII 1929 - 26 III 1931 → dowódca batalionu w 48 pp)
- mjr dypl. art. Stanisław Podkowiński (1 IX 1931 - 6 VI 1933 → dowódca dywizjonu w 4 pal)
- mjr dypl. art. Kazimierz Kuś (1 X 1933 - 22 XII 1934 → wykładowca WSWoj.)
- mjr dypl. art. Zdzisław Grzymirski (22 XII 1934 - ? → Departament Artylerii MSWojsk.)
- mjr dypl. Edward Marceli Ostrowski

Inni oficerowie sztabu
- Józef Kopczyński

### Obsada personalna w marcu 1939 roku
Ostatnia „pokojowa” obsada personalna dowództwa dywizji:
| Stanowisko                  | Stopień, imię i nazwisko                |
| --------------------------- | --------------------------------------- |
| dowódca dywizji             | gen. bryg. Franciszek Ksawery Alter     |
| dowódca piechoty dywizyjnej | płk dypl. Stefan Kossecki               |
| szef sztabu                 | mjr dypl. Edward Marceli Ostrowski      |
| I oficer sztabu             | kpt dypl. Bolesław Wójtowicz            |
| II oficer sztabu            | kpt. adm. (art.) Kazimierz Budzianowski |
| komendant rejonu PW konnego | mjr kaw. Tadeusz Plackowski             |
| dowódca łączności           | mjr łączn. Jan Tomasz Stengert          |
| oficer taborowy             | kpt tab. Stefan Tomanowski              |
| oficer intendentury         | kpt. int. Janusz Sarnecki               |

### Żołnierze Dywizji (w tym OZ) – ofiary zbrodni katyńskiej
Biogramy zamordowanych znajdują się na stronie internetowej Muzeum Katyńskiego
| Nazwisko i imię     | stopień              | zawód | miejsce pracy przed mobilizacją | zamordowany |
| ------------------- | -------------------- | ----- | ------------------------------- | ----------- |
| Kołodziejek Tadeusz | podporucznik rezerwy |       |                                 | Charków     |

## Odtworzenie dywizji w ramachArmii Krajowej
W wyniku przeprowadzania akcji odtwarzania przedwojennych jednostek wojskowych w 1944 powstała 25 Dywizja Piechoty AK (okręg Łódź).